# Euphyia ochreifera
Euphyia ochreifera là một loài bướm đêm trong họ Geometridae.